# Citrus sphaerocarpa
Citrus sphaerocarpa, en japonés, kabosu - カボス o 臭橙, es un híbrido entre el Citrus cavaleriei y la naranja amarga (Citrus × aurantium), por lo que es especie arbórea de la familia de las rutáceas, género Citrus. Su fruto se llama igual, kabosu, es verde y jugosa, emparentada con el yuzu, y usado como sustituto del vinagre en varios platos japoneses. Crece en una planta angiosperma y la fruta es cosechada cuando aún está verde pero justo cuando comienza a madurarse con un color amarillo. El kabosu fue traído desde China a Japón durante el período Edo y se convirtió en una fruta popular. 
Se cosecha en grandes zonas de la prefectura de Ōita, específicamente en las ciudades de Taketa y Usuki. La fruta es considerada una delicia en otras partes de Japón, pero es a veces caro fuera de la prefectura de Ōita. Mejora el sabor de varios platos, especialmente el pescado horneado, sashimi y hot pot.